# Maddie Phillips
Pour les articles homonymes, voir Phillips.
 (novembre 2023).
La mise en forme du texte ne suit pas les recommandations de Wikipédia : il faut le « wikifier ».
Les points d'amélioration suivants sont les cas les plus fréquents. Le détail des points à revoir est peut-être précisé sur la page de discussion.
- Les titres sont pré-formatés par le logiciel. Ils ne sont ni en capitales, ni en gras.
- Le texte ne doit pas être écrit en capitales (les noms de famille non plus), ni en gras, ni en italique, ni en « petit »…
- Le gras n'est utilisé que pour surligner le titre de l'article dans l'introduction, une seule fois.
- L'italique est rarement utilisé : mots en langue étrangère, titres d'œuvres, noms de bateaux, etc.
- Les citations ne sont pas en italique mais en corps de texte normal. Elles sont entourées par des guillemets français : « et ».
- Les listes à puces sont à éviter, des paragraphes rédigés étant largement préférés. Les tableaux sont à réserver à la présentation de données structurées (résultats, etc.).
- Les appels de note de bas de page (petits chiffres en exposant, introduits par l'outil «  Source ») sont à placer entre la fin de phrase et le point final[comme ça].
- Les liens internes (vers d'autres articles de Wikipédia) sont à choisir avec parcimonie. Créez des liens vers des articles approfondissant le sujet. Les termes génériques sans rapport avec le sujet sont à éviter, ainsi que les répétitions de liens vers un même terme.
- Les liens externes sont à placer uniquement dans une section « Liens externes », à la fin de l'article. Ces liens sont à choisir avec parcimonie suivant les règles définies. Si un lien sert de source à l'article, son insertion dans le texte est à faire par les notes de bas de page.
- La présentation des références doit suivre les conventions bibliographiques. Il est recommandé d'utiliser les modèles {{Ouvrage}}, {{Chapitre}}, {{Article}}, {{Lien web}} et/ou {{Bibliographie}}. Le mode d'édition visuel peut mettre en forme automatiquement les références.
- Insérer une infobox (cadre d'informations à droite) n'est pas obligatoire pour parachever la mise en page.

Pour une aide détaillée, merci de consulter Aide:Wikification.
Si vous pensez que ces points ont été résolus, vous pouvez retirer ce bandeau et améliorer la mise en forme d'un autre article.
Madelaine Rachel Phillips (née le 6 septembre 1994) est une actrice canadienne qui joue les rôles de Randeen dans Ghost Wars (2017-2018), Devon D'Marco dans Project Mc² (2017), Sterling Wesley dans la série comique dramatique pour adolescents de Netflix Teenage Bounty Hunters (2020), et Cate Dunlap dans les séries de super-héros Prime Video Gen V (2023) et The Boys (2024).

## Vie privée
Maddie Phillips est née à Vancouver, Colombie-Britannique, Canada, d'un père américain et d'une mère londonienne. Elle se lance dans une carrière d'actrice à l'âge de six ans. Sa famille déménage à Perth, en Australie quand elle a 10 ans. Elle fréquente le Penrhos College, une école réservée aux filles de l'Église unifiée.

## Carrière
Sa première apparition à l'écran remonte au film Si j'avais des ailes en 2014. Elle est aussi l'actrice principale du court métrage Antoinette. En 2016, elle tient le rôle de Sugar dans Victory Square.
Maddie figure dans un épisode de Supernatural en 2015. En 2017, elle décroche son premier rôle récurrent pour le personnage de Devon D'Marco dans la série télévisée Netflix Project Mc². Cette même année, elle incarne Girl Alex dans deux épisodes de la première saison de la série télévisée Hit the Road. De plus, elle joue le rôle de Cassandra dans le court métrage humoristique The Roommate, présenté au Festival international canadien du film comique.
En 2018, Phillips décroche un rôle récurrent pour le personnage de Randeen dans cinq épisodes de Ghost Wars. Elle fait également des apparitions en tant que Kit dans deux épisodes de la série télévisée d'horreur fantastique Syfy, Van Helsing. Cette même année, elle reprend son rôle dans un autre épisode de Supernatural et apparaît dans le rôle d'une elfe de supermarché dans le film de Noël Les Bottes du Père Noël.
En 2020, Maddie Phillips incarne le rôle de Sterling Wesley dans la série télévisée pour adolescents Netflix, Teenage Bounty Hunters, aux côtés d'Anjelica Bette Fellini, qui joue sa sœur jumelle. En 2022, elle est sélectionnée pour une série dérivée exclusive Amazon Original de The Boys, intitulée Gen V.

## Filmographie

### Cinéma

#### Courts métrages
- 2014 : Antoinette[5]
- 2016 : Place de la Victoire : Sucre[6]
- 2017 : Le colocataire : Cassandre[10]
- 2020 : Salle de bain commune : Jen

#### Longs métrages
- 2013 : Si j'avais des ailes : L'amie pom-pom girl d'Amy[4]
- 2014 : Nightwing Prodigue : Harley Quinn
- 2016 : Considérer l'amour et autres magies : Jessie
- 2019 : Deux un : Assistante d'inscription
- 2019 : Une histoire de Cendrillon : un souhait de Noël : Skylar
- 2020 : Pays d'été : Stacey
- 2021 : Quatre murs de Darcy Touhey : Julie[13]

### Télévision

#### Séries télévisées
- 2015 : iZombie : Fille kidnappée n°2 (épisode : « Maternité Liv »)
- 2015 : Backstrom : Lacy Sidon (épisode : « Épouvantail »)
- 2015, 2018 : Supernatural : Janet Novoselic / Harper Sayles (épisodes : « Halt & Catch Fire », « Optimisme »)
- 2016 : Lucifer : Serveuse (épisode : « Pops »)
- 2017 - 2018 : Ghost Wars : Randine (rôle récurrent, 5 épisodes)
- 2017 : Legion : Fille de la soirée (pleurs) (épisode : « Chapitre 1 »)
- 2017 : Prendre la route : Fille Alex (épisodes : « Kush », « Esprit de l'école »)
- 2017 : Project Mc² : Devon D'Marco (rôle récurrent, Partie 5, 5 épisodes)
- 2018 : Loudermilk : Barista (épisode : « Tout le monde a quelque chose à cacher sauf moi et mon singe »)
- 2018 : The Crossing : Holly (épisode : Pilote)
- 2018 : Van Helsing : Kit (épisodes : « Loud Love », « Traqué »)
- 2019 : L'entre-deux : Réceptionniste (épisode : « La longueur d'une rivière »)
- 2019 : The Detour : Alex (épisode : « The Year »)
- 2020 : Teenage Bounty Hunters : Sterling Wesley (rôle principal, 10 épisodes)
- 2023 : Gen V : Cate Dunlap
- 2024 : The Boys : Cate Dunlap

#### Téléfilms
- 2015 : Signé, scellé, livré : La vérité soit dite : Stagiaire n°1
- 2015 : Signé, scellé, livré : De Paris avec amour : Stagiaire n°1
- 2016 : Mystère du vide-grenier : Coupable jusqu'à preuve du contraire : Serveuse
- 2017 : Femme de la maison : Violet
- 2017 : Histoire d'une fille : Corvette Kelly
- 2018 : Les Bottes du Père Noël : Cara
- 2019 : Mystère du vide-grenier : Recherché et saisi : Adèle Hall
- 2019 : Pom-pom girl infiltrée : Kara
- 2019 : Fait pour vous, avec amour : Katie
- 2019 : Un sentiment de maison : Jeanne

### Clips musicaux
- 2020 : Sleepin' de Noble Son